# Трудрезервиздат
Всесоюзное учебно-педагогическое издательство «Трудрезервиздат» — советское издательство Главного управления трудовых резервов при Совете Министров СССР (затем Министерства трудовых резервов СССР), созданное в 1946 году.
Издавало учебники для подготовки квалифицированных рабочих металлообрабатывающих и строительных профессий, учебно-методические, наглядные пособия, популярно-техническую, художественную литературу для ремесленных, железнодорожных, технических училищ, строительных школ, школ фабрично-заводского обучения, горнопромышленных школ и училищ механизации сельского хозяйства, а  также молодых рабочих.
Выпускало ежемесячные журналы «Знание — сила» и «Профессионально-техническое образование».
С 1951 года в издательстве выходила серия «Фантастика. Приключения», в рамках которой увидели свет десятки книг советских писателей в жанре научной фантастики (преимущественно в концепции «ближнего прицела») и приключенческой прозы (детектив, военный и «шпионский» роман).
В 1959 году было преобразовано в издательство «Профтехиздат» Государственного комитета Совета Министров СССР по профтехобразованию.